# Profanum
Profanum war eine polnische Band.

## Geschichte
Profanum wurde 1993 von Reyash, Vlad Ysengrimm und Geryon gegründet. 1994 erschien ein Demo Under a Black Wings of Emperor, die Lieder flossen in das Debütalbum Flowers of My Black Misanthropy ein, einige Melodien davon wurden in das zweite Album Profanum Aeternum: Eminence of Satanic Imperial Art übernommen. Die Gruppe wurde nicht nur wegen ihrer dunklem Atmosphäre als eine „just simply being a total evil band“ bezeichnet, Mitglieder der Band wurden wegen verschiedener Verbrechen, darunter Kirchenbrandstiftungen und Grabschändung sowie Verwicklung in Morde und Suizide, beschuldigt, wofür es allerdings keine Beweise gab. Anfangs spielte die Band ungeschliffenen Black Metal mit Keyboards. Der Klang des 1994 erschienenen Demos Under a Black Wings of Emperor war sehr roh, auf dem Debüt war die Produktion besser, allerdings arbeitete man mit Drumcomputer. Die Lieder erinnerten an die damaligen Emperor oder den damals üblichen atmosphärischen Stil der polnischen Black-Metal-Szene; die Band selber gab an, sehr obskuren, primitiven Black Metal wie Samael, Mystifier, Rotting Christ, Varathron und Massacre als prägende Elemente an, aufgrund fehlender musikalischer Fähigkeiten sei sie aber auch nicht in der Lage gewesen, etwas anderes zu spielen.
Die drei Musiker gründeten 1996 die Black-/Thrash-Metal-Band Witchmaster und Profanum wurde durch den Ausstieg Reyashs, welcher später auch zeitweilig Bass bei Bands wie Incantation oder Vader spielte, zu einem Nebenprojekt deklassiert. Erst im Jahr 2000 wurde die Gruppe erneut aktiv.
Das letzte Album Musaeum Esotericum enthielt zwei jeweils 20 Minuten lange Stücke mit lateinischen Titeln, diese orientierten sich an klassischer Musik und waren jeweils in drei Teile (α,β,γ) unterteilt.
2005 steuerte die Band den Soundtrack zu einem Kurzfilm namens Intelekt Kollapse bei, später wurde das Projekt beiseitegelegt.

## Diskografie
- 1994: Under a Black Wings of Emperor (Demo)
- 1996: Flowers of Our Black Misanthropy (Album)
- 1996: A Descent into Medieval Darkness (Demo)
- 1997: Profanum Aeternum - Eminence of Satanic Imperial Art (Album)
- 2001: Musaeum Esotericum (Album)
- 2002: Misantropiae Floris (Kompilation)
- 2005: Intelekt Kollapse (DVD)